# Север Александрийский
Север Александрийский (+309) — мученик Кеметский. День памяти — 11 января.
Святой Север был умучен в Александрии Египетской с товарищами — святыми Петром и Левкием (лат: Leucius).